# Кевдо-Вершина
Кевдо-Вершина — село в Белинском районе Пензенской области России. Входит в состав Волчковского сельсовета.

## География
Расположено в 18 км к северо-востоку от села Волчково, на р. Кевда.

## Название
С 80-х годов XIX века село называется Кевдо-Вершина. До этого оно имело название "Архангельское". Кевда- мордовское словосочетание и переводится как "вода из-под камня". Такое название объясняется расположением села на вершине, у самого истока реки.

## Население
| 1782  | 1864  | 1877  | 1897  | 1911  | 1926  | 1930  |
| ----- | ----- | ----- | ----- | ----- | ----- | ----- |
| 1342  | ↗2688 | ↗2935 | ↗3628 | ↗4143 | ↘3901 | →3901 |
| 1951  | 1959  | 1979  | 1989  | 1996  | 2002  | 2010  |
| ↘1892 | ↘1691 | ↘1061 | ↘775  | ↘733  | ↘550  | ↘455  |

## История
Основано . В 1881 г. построена деревянная церковь во имя иконы Казанской Богородицы.
С 1780 г. - село Чембарского уезда.
С 1877 по 1917 г. волостной центр Чембарского уезда.  Центральная усадьба колхоза имени Андреева.
29.03.1918 г. в Кевдо-Вершинской волости установлена Советская власть.
Колхоз имени Андреева был создан после войны вследствие объединения трёх колхозов.
С 1939 - центр сельсовета Чембарского района.
В 1966 году село подключено к государственной электросети.
В 1973-1974 учебном году училось 244 учащихся, 18 учителей.
1.09.2010 школа ликвидирована, оставшихся учеников возят в Белинский.
22.12.2010 Кевдо-Вершинский сельсовет упразднён, с передачей его территории в состав Волчковского сельсовета.

## Русская православная церковь
В 1864 году построен деревянный храм во имя Архистратига Михаила вместо ветхой церкви, сооружённой в 1790 г. Освещён храм 25 октября 1864 г. В 1909 г., в связи с его малой вместимостью, согласно разрешению епархиального начальства, данному 30 мая 1906 г., начата постройка новой, каменной, трёхспрестольной церкви.
В 1881 г. построена деревянная церковь во имя иконы казанской Богородицы.

## Интересный факты
Когда-то через село проходил паломнический тракт в Саров, к обители Серафима Саровского. В центре Кевдо-Вершины стояло два огромных храма, разрушенных после революции. Здесь было похоронено немало монахов, а в пещере жил отшельников монах Афоня. На память об Афоне остался камень, к которому до сих пор приходят молиться. Неподалёку от входа в пещеру из-под земли бьют святые источники, включая знаменитый Гремучий родник.

## Люди, связанные с селом
На Кевдинской земле родились и выросли:
Осин Николай Михайлович - писатель, ныне проживающий в Санкт-Петербурге.
Наумкин Александр Николаевич - поэт, также проживает в Санкт-Петербурге.
Бражников Владимир Дмитриевич - художник и поэт, проживающий в Пензе.